# Fergus Anderson
Fergus Kenrick Anderson, conegut com a Fergus Anderson   (Croydon, 9 de febrer de 1909 - Floreffe, 6 de maig de 1956), fou un pilot de motociclisme anglès que va guanyar dos campionats del món de 350cc consecutius (1953 i 1954) com a membre de l'equip de fàbrica de Moto Guzzi. El seu nom apareix a la llista dels "més buscats" que van elaborar els nazis abans de la seva prevista invasió de Gran Bretanya (la llista ha estat publicada en línia com a "Llibre negre de Hitler").
Fill d'un arquitecte naval escocès, Anderson va ser un dels primers pilots britànics a guanyar-se la vida amb motos de competició al continent europeu. El 1950 va fitxar per Moto Guzzi i va competir a la categoria de 250cc. Va convèncer la firma de construir una motocicleta de 350cc, que inicialment va ser de 320 cc i més tard ja completa de 350. Va fer debutar en competició aquesta moto al campionat del món de 1953. Anderson va esdevenir el pilot més gran de la història de la FIM a guanyar un Gran Premi en guanyar el Gran Premi d'Espanya de 1953, al circuit de Montjuïc, a l'edat de 44 anys i 273 dies. Va tornar a repetir aquesta fita com a campió de 350cc el 1954. Les seves victòries al campionat del món de 350cc amb la Moto Guzzi van ser les primeres d'una moto no britànica al campionat.
Anderson es va retirar de les competicions per a fer de director de l'equip de fàbrica de Moto Guzzi, però va dimitir després d'un desacord sobre la possibilitat de tenir més llibertat d'actuació a l'hora de dirigir l'equip. Aleshores va tornar a competir i BMW li va oferir una moto de fàbrica. Es va morir el 1956 en ser expel·lit de la moto en una cursa a Floreffe, Bèlgica.

## Resultats al Mundial de motociclisme
Font:
Barem de puntuació de 1949:
| Posició | 1  | 2 | 3 | 4 | 5 | Volta ràpida |
| Punts   | 10 | 8 | 7 | 6 | 5 | 1            |

Barem de puntuació de 1950 a 1968:
| Posició | 1 | 2 | 3 | 4 | 5 | 6 |
| Punts   | 8 | 6 | 4 | 3 | 2 | 1 |

(Ids. Grans Premis | Llegenda) (Curses en negreta indiquen pole; curses en  itàlica indiquen volta ràpida)
| Any  | Categoria | Equip      | 1     | 2      | 3      | 4     | 5     | 6     | 7     | 8     | 9     | Punts | Posició | Victòries |
| ---- | --------- | ---------- | ----- | ------ | ------ | ----- | ----- | ----- | ----- | ----- | ----- | ----- | ------- | --------- |
| 1949 | 250cc     | Moto Guzzi | IOM - | CH 3   | ULS -  | NAT - |       |       |       |       |       | 8     | 8è      | 0         |
| 1950 | 250cc     | Moto Guzzi | IOM - | CH -   | ULS -  | NAT 2 |       |       |       |       |       | 6     | 3r      | 0         |
| 1951 | 250cc     | Moto Guzzi | ESP - | CH -   | IOM NC | BEL - | NED - | FRA 4 | ULS - | NAT - |       | 3     | 8è      | 0         |
| 1951 | 500cc     | Moto Guzzi | ESP - | CH 1   | IOM -  | BEL - | NED - | FRA - | ULS - | NAT - |       | 8     | 7è      | 1         |
| 1952 | 250cc     | Moto Guzzi | CH 1  | IOM 1  | NED 3  | GER - | ULS - | NAT 3 |       |       |       | 24    | 2n      | 2         |
| 1953 | 250cc     | Moto Guzzi | IOM 1 | NED 2  |        | GER - |       | ULS 3 | CH 3  | NAT - | ESP 3 | 22    | 4t      | 1         |
| 1953 | 350cc     | Moto Guzzi | IOM 3 | NED -  | BEL 1  |       | FRA 1 | ULS - | CH 1  | NAT 2 | ESP - | 34    | 1r      | 3         |
| 1953 | 500cc     | Moto Guzzi | IOM - | NED -  | BEL -  | GER - | FRA - | ULS - | CH -  | NAT - | ESP 1 | 8     | 9è      | 1         |
| 1954 | 250cc     | Moto Guzzi | FRA - | IOM 5  | ULS -  |       | NED - | GER - | CH -  | NAT - |       | 2     | 15è     | 0         |
| 1954 | 350cc     | Moto Guzzi | FRA - | IOM NC | ULS -  | BEL 2 | NED 1 | GER - | CH 1  | NAT 1 | ESP 1 | 38    | 1r      | 4         |
| 1954 | 500cc     | Moto Guzzi | FRA - | IOM NC | ULS -  | BEL - | NED 2 | GER 5 | CH -  | NAT - | ESP - | 8     | 7è      | 0         |